# 阿布维尔区
阿布维尔区（法語：Arrondissement d'Abbeville）是法国上法蘭西大區索姆省所辖的一个区。总面积1560.6平方公里，总人口124338，人口密度80人/平方公里（2018年）。主要城镇为阿布维尔。

## 辖区
阿布维尔区辖有164个市镇。